# El Expolio (El Greco, versiones sobre tabla)
Existen tres versiones pintadas sobre tabla de El Expolio, realizadas por el Greco. Son obras de pequeñas dimensiones, pero muy importantes —especialmente la primera— por dos razones:
1. son consideradas autógrafas, y una de ellas podría ser el esbozo para El Expolio (El Greco, Toledo) en la sacristía de la Catedral de Toledo.
2. son obras de pintura sobre tabla, lo cual es muy raro en el corpus pictórico del Greco de su etapa española.[1]

## Versión de Upton House, Warwickshire

### Datos técnicos y registrales
- Colección artística de Upton House, n º.NT 446826;[2]
- Pintura al óleo sobre tabla;
- Dimensiones: 55,6 × 34,7 cm, según Wethey (55,7 × 34,7, según National Trust);
- Datación: hacia 1577-1578, según Wethey (1577-1579, según National Trust);
- Firmado en dos líneas en el papel de la parte baja, a la derecha, con letras griegas en cursiva: δομήνικος Θεοτοκο | κρéσ;
- Consta en el catálogo razonado realizado por Harold Wethey con el n.º 80,  y Tiziana Frati le da la referencia 24 c.[3]

### Comentario sobre la obra
Gudiol destaca la ejecución exquisita, minuciosa, y del mismo vigor que la de El expolio (Toledo). Esta tabla tiene prácticamente las mismas medidas que la Adoración del nombre de Jesús (National Gallery, Londres), considerado un esbozo para la definitiva Adoración del nombre de Jesús. Aquel esbozo y este pequeño Expolio llevan en el reverso las siglas D.G.H., indicando que ambos pertenecieron a la gran colección reunida por Gaspar de Haro y Fernández de Córdoba. Posteriormente este Expolio perteneció al Casa de Alba, con una inscripción —seguramente espuria— afirmando que era un esbozo para el Expolio de la Catedral de Toledo. Esta inscripción no es actualmente visible.

### Procedencia
1. Gaspar Méndez de Haro;
2. Doña Catalina de Haro, duquesa de Alba;
3. Eugène Delacroix ? (no es segura esta pertenencia);[5]
4. Barón Schwiter (venta en París el 3 de mayo de 1886);
5. Chéramy, París (venta el 5-7 de mayo de 1908);[6]
6. Ducrey, París.

## Versión de la Colección María Cristina Masaveu Peterson

### Datos técnicos y registrales
- Pintura al temple sobre tabla;
- Dimensiones: 56 × 32 cm;
- Datación: hacia 1577-1580;
- Firma en dos líneas en el papel de la parte baja derecha, con letras griegas: ΔΟΜHΝΙΚΟΣ ΘΕΟΤΟΚO | ΚΡ ΗΣ (sic) E Π;
- Consta en el catálogo de Wethey, con el n º. 81, y Tiziana Frati le da la referencia 24 b.

### Comentario sobre la obra
Gudiol también destaca la ejecución exquisita y minuciosa. Pero el modelado de los rostros es más oscuro, y la ejecución general es menos brillante que la de la versión de Upton House. Sin embargo, parte del celaje mantiene un azul vivo, lo cual hace pensar en que ha habido cambios químicos en la pintura, ya que una mala conservación no parece explicar este hecho. La inscripción reproduce exactamente la del El expolio (el Greco), aunque con errores como la mayúscula Η en la palabra kres, que debe achacarse a un restaurador desconocedor de la lengua griega.

### Procedencia
1. Juan Antonio de Pimentel y Ponce de León, VIII conde de Luna y conde-duque de Benavente; 1653; Valladolid
2. María Cristina de Borbón, Madrid
3. Príncipe del Drago , Roma (circa 1904)
4. Colección Alessandro Contini-Bonacossi , Florencia
5. Stanley Moss (New York)
6. Christie's, subasta Spanish Art-II, 29 de mayo de 1992, lote-309

Así figura en la ficha de la obra, realizada por Ángel Aterido, y recogida en el Catálogo "Colección Masaveu. Del Románico a la Ilustración. Imagen y materia", editado por la Fundación María Cristina Masaveu Peterson, el año 2013, con motivo de la Exposición celebrada en este Centro, entre el 29/11/2013 y el 25/05/2014.

## Versión de la antigua Colección Moser en Nueva York

### Datos técnicos y registrales
- Pintura al óleo sobre tabla;
- Dimensiones: 72 × 44 cm;
- Datación: hacia 1580-85;
- Consta en el catálogo de Wethey, con el n º. 82.

### Comentario sobre la obra
La composición es más similar a la de El expolio (Múnich) que a la de El expolio (Toledo). La tabla fue completamente repintada en el siglo XIX, hasta el extremo que el rostro de Jesús, de María y de las figuras secundarias quedaron completamente transformados. Posteriormente se eliminaron los repintes, pero las cabezas de los sayones han perdido sus veladuras, y parte del pie de Cristo es fragmentario. Sin embargo, se mantienen el rico colorido de los trajes y el delicado azul ultramarino del cielo. En el reverso de la tabla se conserva todavía el papel con el rótulo de la Colección Manfrin. Hugo Moser tenía una fotocopia de la carta enviada por Carl Justi a su hermano, fechada en Venecia el 9 de septiembre de 1874, referente a esta tabla.

### Procedencia
1. Girolamo Manfrin, Venecia (donde era considerada obra de Federico Barocci);
2. Después de la muerte de Manfrin (1802) pasó a sus descendientes: a su hijo Pietro Pietro († 1835), la hija Giulia, esposa del marqués Giovanni Battista Plattis;
3. Por descendencia, a sus hijos, Antonio María Plattis y Bortolina Plattis, (mantenido en el Palazzo Manfrin, de Venecia hasta en año 1874);
4. Carl Justi, Bonn (1874-1912);
5. Ludwig Justi, Potsdam (hasta 1930 aproximadamente);
6. Colección Moser, New York;
7. Colección privada. Subasta Christie's, Londres, 2 de julio de 1976;
8. Colección privada. Subasta Sotheby's, Nueva York, 16 de mayo de 1996;
9. Colección privada. Subasta Christie's, Londres, 6 de julio de 2006.[9]